# Game & Watch
Game & Watch ist der Name einer Reihe von elektronischen LCD-Spielkonsolen von Nintendo, welche mit dem Spiel Ball am 28. April 1980 startete und am 14. Oktober 1991 mit dem Spiel Mario the Juggler abgesetzt wurde.
Das Spiel wurde von Gunpei Yokoi und Satoru Okada entwickelt und im Jahre 1980 zum Patent angemeldet.
Alle Game-&-Watch-Konsolen hatten ein einziges vorinstalliertes Spiel eingebaut und waren meist dem Spiel entsprechend designt. Wollte man ein anderes Spiel spielen, musste man ein neues Game & Watch mit einem anderen vorinstallierten Spiel erwerben – eine Erweiterung des Spieleportfolios, beispielsweise durch Spielmodule, war weder möglich noch vorgesehen. Alle Game & Watches waren Handheld-Spielkonsolen mit einem eingebauten Wecker, darum auch der Name Game & Watch. Sie wurden bis Mitte der 1990er-Jahre produziert. Dabei wurden diese Spielsysteme in verschiedene Serien und sogenannte „Screen Sizes“ eingeteilt. Die Nintendo-Game-&-Watch-Konsolen wurden weltweit insgesamt rund 43,4 Mio. Mal verkauft.
Nachfolger der Game-&-Watch-Serie war der Game Boy, der auswechselbare Module unterstützte.

## Serien
Nachfolgend in chronologischer Reihenfolge:
- Silver-Serie (kleiner Bildschirm, silberfarbenes Gehäuse)
- Gold-Serie (kleiner Bildschirm, goldfarbenes Gehäuse)
- Wide-Screen-Serie (normalgroßer Bildschirm, goldfarbenes Gehäuse)
- New-Wide-Screen-Serie (normalgroßer Bildschirm, farbiges Gehäuse)
- Multi-Screen-Serie (zwei Bildschirme, horizontal oder vertikal aufklappbar)
- Tabletop-Serie (Miniatur-Spieleautomat)
- Panorama-Serie (aufklappbar und farbiger Bildschirm)
- Super-Color-Serie (großer und farbiger Bildschirm)
- Micro-vs.-System-Serie (mit großem Bildschirm und zwei Pads für 2-Spieler)
- Crystal-Screen-Serie (großer und transparenter Bildschirm)

Innerhalb dieser 10 Serien wurden 59 verschiedene offizielle Spiele mit unterschiedlicher Auflage produziert. Ein Spiel, das keinem der obigen Screen Sizes zugeordnet werden kann, wurde an Gewinner des Famicon Grand Prix F1 Race (ファミコングランプリ F1レース, Famikon Guran Puri F1 Rēsu) verschenkt. Dieses Spiel ist dadurch selten und wird von Fans auch als 60. Game & Watch bezeichnet.
Alle Spiele verfügen über einen Schacht für entweder eine oder zwei Knopfzellen, einen monochromen oder farbigen Flüssigkristallbildschirm sowie mindestens einen Feuerknopf und ein Steuerkreuz. In Deutschland und Österreich wurden die Spiele auch unter dem Namen „tricOtronic“ von der Firma Bienengräber vertrieben. Mittlerweile sind all diese Spiele nur noch relativ schwer zu bekommen. Man findet sie u. a. z. B. noch bei Internetauktionen, Flohmärkten oder auf Tauschlisten von Fans. Es gab verschiedene Neuauflagen der Game-&-Watch-Spiele, z. B. eine Serie von Armbanduhren sowie die Handheld-Spiele Nintendo Mini Classics, die vom Aussehen einem Game Boy ähneln, nur kleiner sind, und als DSiWare-Titel beim Nintendo DSi. Die Figur „Mr. Game & Watch“, die in einigen Spielen die Hauptrolle übernimmt, wurde von Nintendo erst wieder im GameCube-Spiel Super Smash Bros. Melee aufgegriffen und war bei dessen Nachfolgern mit von der Partie.
Die Handhelds Game & Watch: Super Mario Bros. und Game & Watch: The Legend of Zelda haben zwar Game & Watch in Namen, gehören aber zu keiner der alten Serien.

## Überblick Game-&-Watch-Spiele
Ein Überblick über Game-&-Watch-Spiele; sortiert nach Reihenfolge, Modellnummer und Einführungsdatum:
| Titel                  | deutschsprachiger Titel   | Serie                  | Modellnummer | Erstveröffentlichung |
| ---------------------- | ------------------------- | ---------------------- | ------------ | -------------------- |
| Ball                   | Jolly Jongleur            | Silver-Serie           | AC-01        | 28. April 1980       |
| Flagman                |                           | Silver-Serie           | FL-02        | 5. Juni 1980         |
| Vermin                 | Maulwurfsjagd             | Silver-Serie           | MT-03        | 10. Juli 1980        |
| Fire                   | Hilfe, es brennt!         | Silver-Serie           | RC-04        | 31. Juli 1980        |
| Judge                  | Das Hammer-Duell          | Silver-Serie           | IP-05        | 4. Oktober 1980      |
| Manhole                | Achtung Graben!           | Gold-Serie             | MH-06        | 29. Januar 1981      |
| Helmet                 | Vorsicht Werkzeug!        | Gold-Serie             | CN-07        | 21. Februar 1981     |
| Lion                   | Der Löwe ist los!         | Gold-Serie             | LN-08        | 28. April 1981       |
| Parachute              | Sprung in die Hölle       | Wide-Screen-Serie      | PR-21        | 19. Juni 1981        |
| Octopus                | Schnapp' den Schatz       | Wide-Screen-Serie      | OC-22        | 16. Juli 1981        |
| Popeye                 | Popeye's Bootsausflug     | Wide-Screen-Serie      | PP-23        | 5. August 1981       |
| Chef                   | Die verrückte Küche       | Wide-Screen-Serie      | FP-24        | 8. September 1981    |
| Mickey Mouse           | Micky Maus im Hühnerstall | Wide-Screen-Serie      | MC-25        | 9. Oktober 1981      |
| Egg                    |                           | Wide-Screen-Serie      | EG-26        | 16. Oktober 1981     |
| Fire                   | Rettung im Sprungtuch     | Wide-Screen-Serie      | FR-27        | 4. Dezember 1981     |
| Turtle Bridge          | Die lebende Brücke        | Wide-Screen-Serie      | TL-28        | 1. Februar 1982      |
| Fire Attack            | Blockhaus in Flammen      | Wide-Screen-Serie      | ID-29        | 26. März 1982        |
| Snoopy Tennis          | Snoopy spielt Tennis      | Wide-Screen-Serie      | SP-30        | 28. April 1982       |
| Oil Panic              | Öl-Panik                  | Multi-Screen-Serie     | OP-51        | 28. Mai 1982         |
| Donkey Kong            | Donkey Kong               | Multi-Screen-Serie     | DK-52        | 3. Juni 1982         |
| Donkey Kong Jr.        | Donkey Kong Junior        | New-Wide-Screen-Serie  | DJ-101       | 26. Oktober 1982     |
| Mickey & Donald        | Mickey & Donald           | Multi-Screen-Serie     | DM-53        | 12. November 1982    |
| Greenhouse             | Green House               | Multi-Screen-Serie     | GH-54        | 6. Dezember 1982     |
| Donkey Kong II         | Donkey Kong II            | Multi-Screen-Serie     | JR-55        | 7. März 1983         |
| Mario Bros.            | Mario Brother's           | Multi-Screen-Serie     | MW-56        | 14. März 1983        |
| Mario’s Cement Factory | Mario's Zement Fabrik     | New-Wide-Screen-Serie  | ML-102       | 16. Juni 1983        |
| Rain Shower            |                           | Multi-Screen-Serie     | LP-57        | 17. August 1983      |
| Manhole                |                           | New-Wide-Screen-Serie  | NH-103       | 24. August 1983      |
| Snoopy                 |                           | Panorama-Serie         | SM-91        | 30. August 1983      |
| Popeye                 |                           | Panorama-Serie         | PG-92        | 30. August 1983      |
| Donkey Kong Jr.        |                           | Panorama-Serie         | CJ-93        | 7. Oktober 1983      |
| Life Boat              |                           | Multi-Screen-Serie     | TC-58        | 21. Oktober 1983     |
| Mario’s Bombs Away     |                           | Panorama-Serie         | PB-94        | 10. November 1983    |
| Pinball                |                           | Multi-Screen-Serie     | PB-59        | 5. Dezember 1983     |
| Spitball Sparky        |                           | Super-Color-Serie      | BU-201       | 7. Februar 1984      |
| Crab Grab              |                           | Super-Color-Serie      | UD-202       | 21. Februar 1984     |
| Mickey Mouse           |                           | Panorama-Serie         | DC-95        | 28. Februar 1984     |
| Boxing / Punch-Out!!   |                           | Micro-vs.-System-Serie | BX-301       | 31. Juli 1984        |
| Donkey Kong 3          |                           | Micro-vs.-System-Serie | AK-302       | 20. August 1984      |
| Donkey Kong Circus     |                           | Panorama-Serie         | MK-96        | 10. September 1984   |
| Donkey Kong Hockey     |                           | Micro-vs.-System-Serie | HK-303       | 13. November 1984    |
| Black Jack             |                           | Multi-Screen-Serie     | BJ-60        | 15. Februar 1985     |
| Tropical Fish          |                           | New-Wide-Screen-Serie  | TF-104       | 6. Juli 1985         |
| Squish                 |                           | Multi-Screen-Serie     | MG-61        | 17. April 1986       |
| Super Mario Bros.      |                           | Crystal-Screen-Serie   | YM-801       | 25. Juni 1986        |
| Climber                |                           | Crystal-Screen-Serie   | DR-802       | 22. Juli 1986        |
| Balloon Fight          |                           | Crystal-Screen-Serie   | BF-803       | 18. November 1986    |
| Bombsweeper            |                           | Multi-Screen-Serie     | BD-62        | 15. Juni 1987        |
| Super Mario Bros.      |                           | Sonderedition          | YM-901       | 1. August 1987       |
| Safebuster             |                           | Multi-Screen-Serie     | JB-63        | 6. Januar 1988       |
| Super Mario Bros.      |                           | New-Wide-Screen-Serie  | YM-105       | 8. März 1988         |
| Climber                |                           | New-Wide-Screen-Serie  | DR-106       | 8. März 1988         |
| Balloon Fight          |                           | New-Wide-Screen-Serie  | BF-107       | 8. März 1988         |
| Goldcliff              |                           | Multi-Screen-Serie     | MV-64        | 19. Oktober 1988     |
| Zelda                  |                           | Multi-Screen-Serie     | ZL-65        | 26. August 1989      |
| Mario the Juggler      |                           | New-Wide-Screen-Serie  | MJ-108       | 14. Oktober 1991     |

Für das Spiel Fire siehe auch Bouncing Babies.

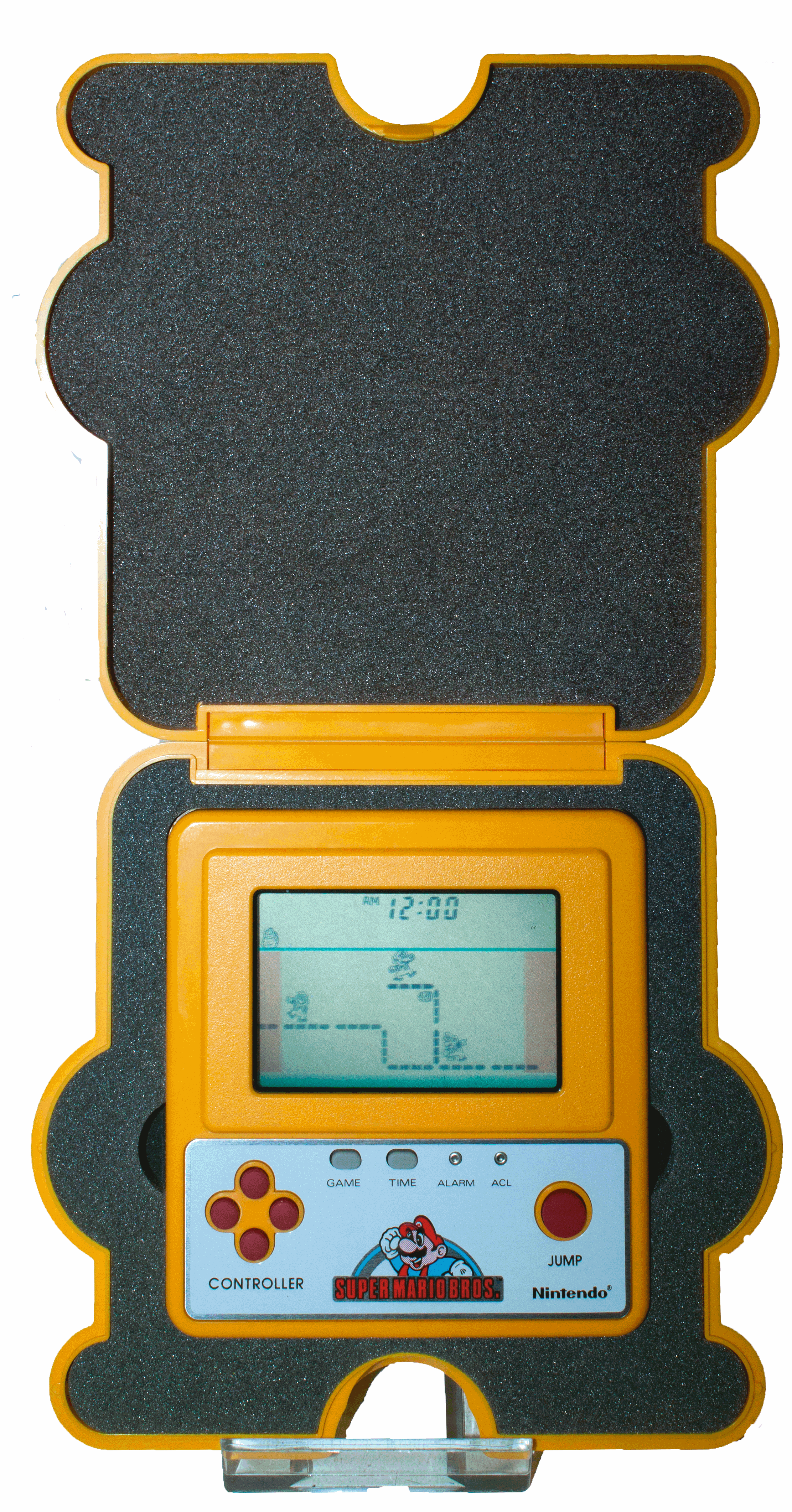
Game & Watch (gelbe Sonderedition) mit dem Spiel Super Mario Bros.
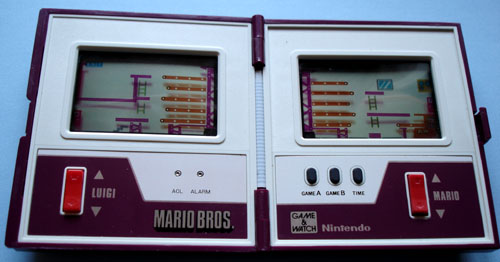
Game & Watch der Multi-Screen-Serie mit dem Spiel „Mario Bros.“
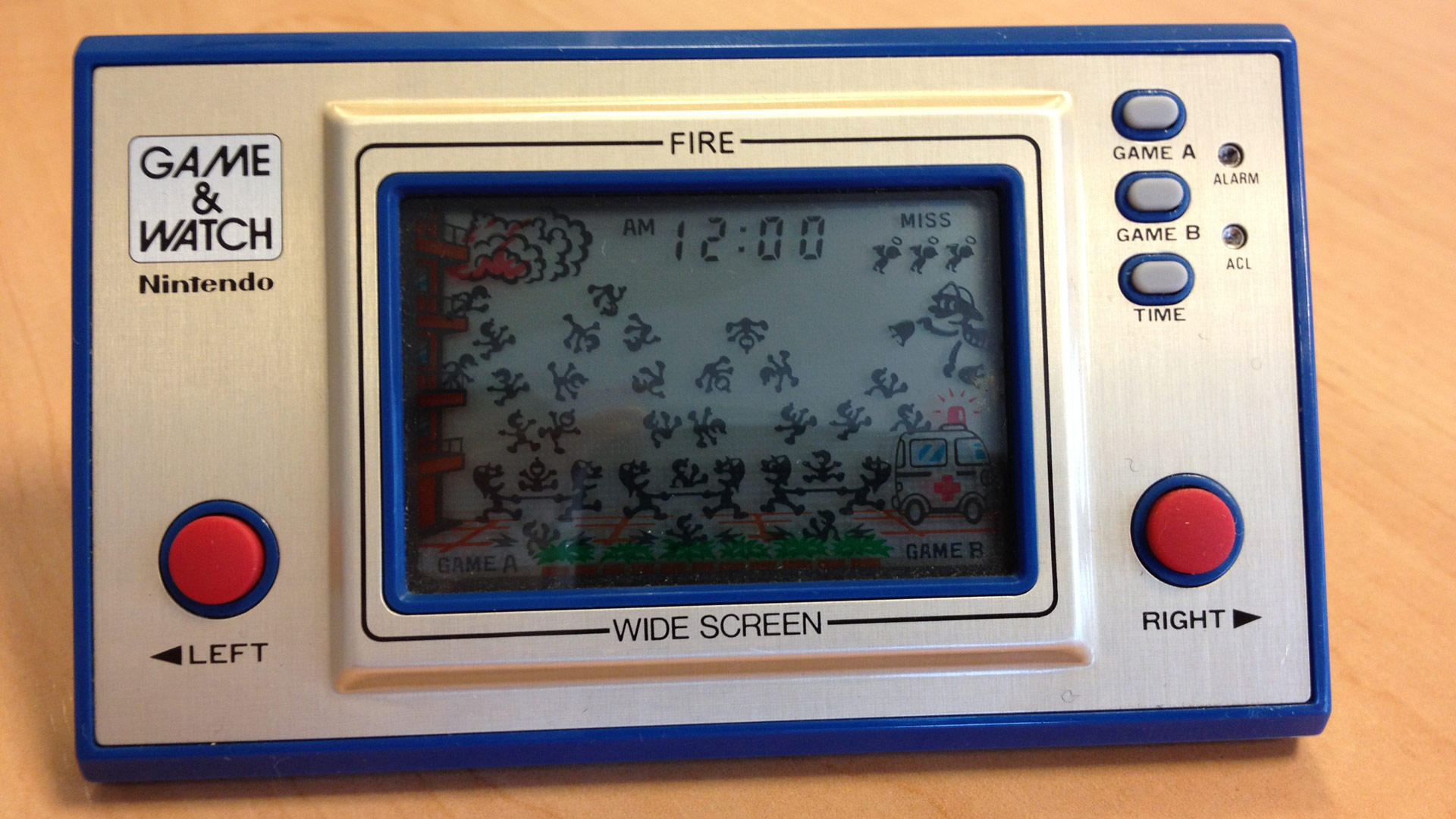
Game & Watch der Wide-Screen-Serie mit dem Spiel „Fire“
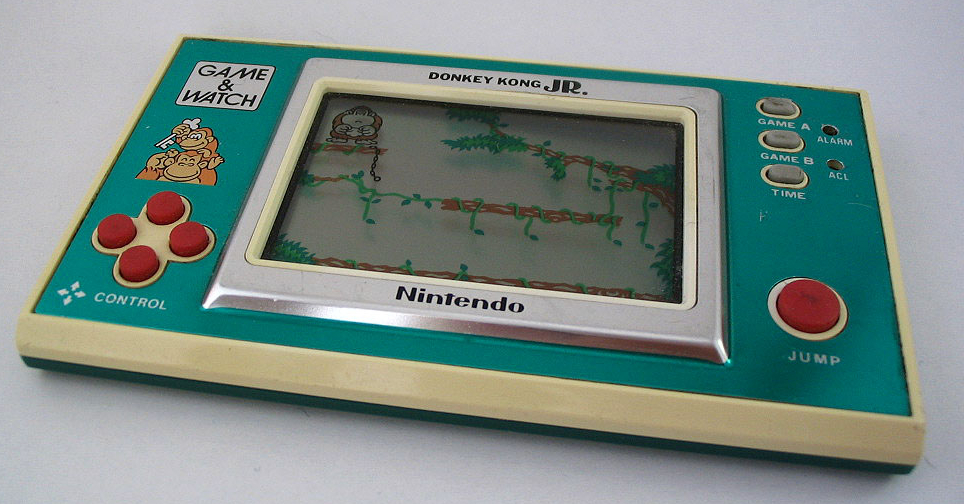
„Donkey Kong Jr.“ auf dem Game & Watch
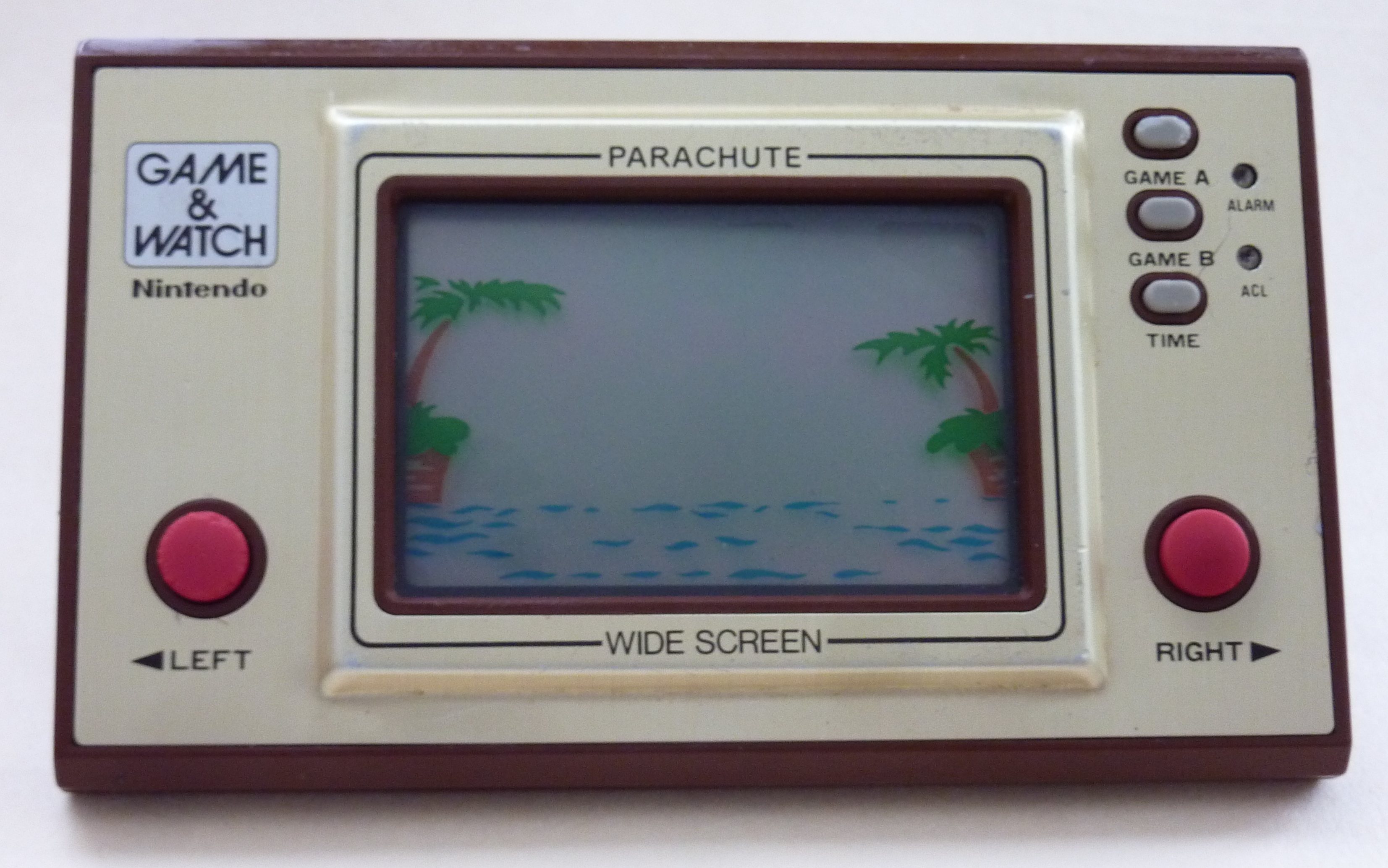
Bildschirmaufdruck beim Spiel „Parachute“
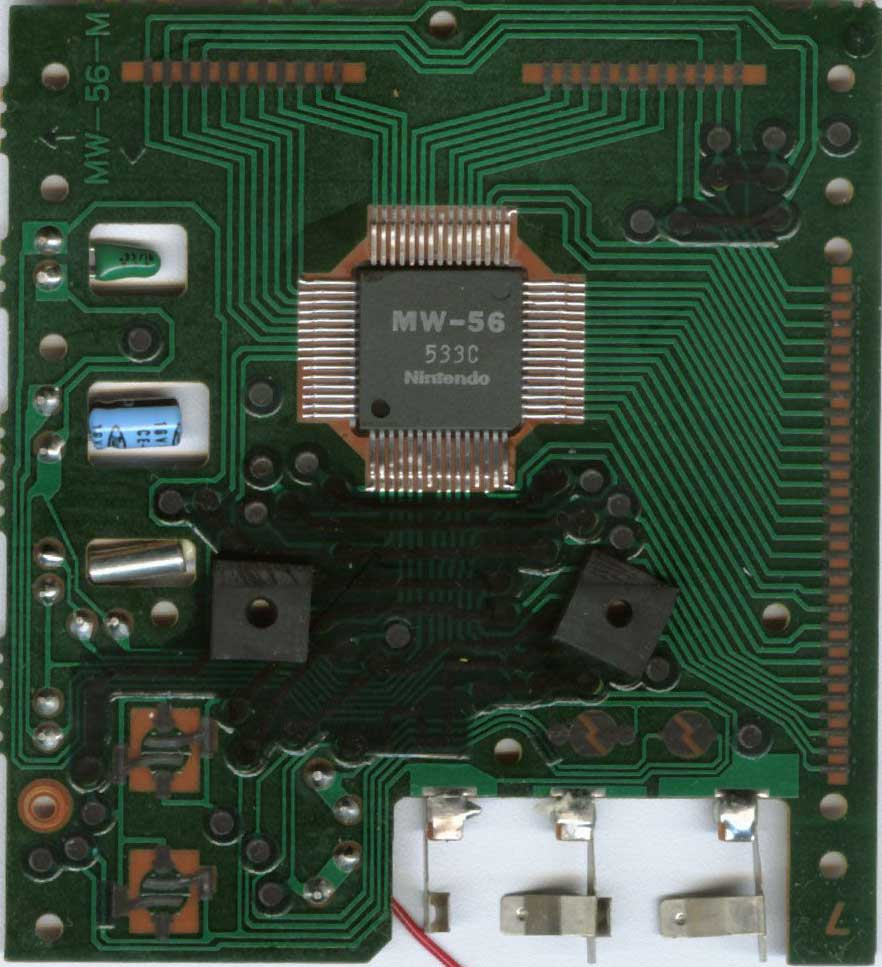
Platine vom Game & Watch mit dem Spiel „Mario Bros.“
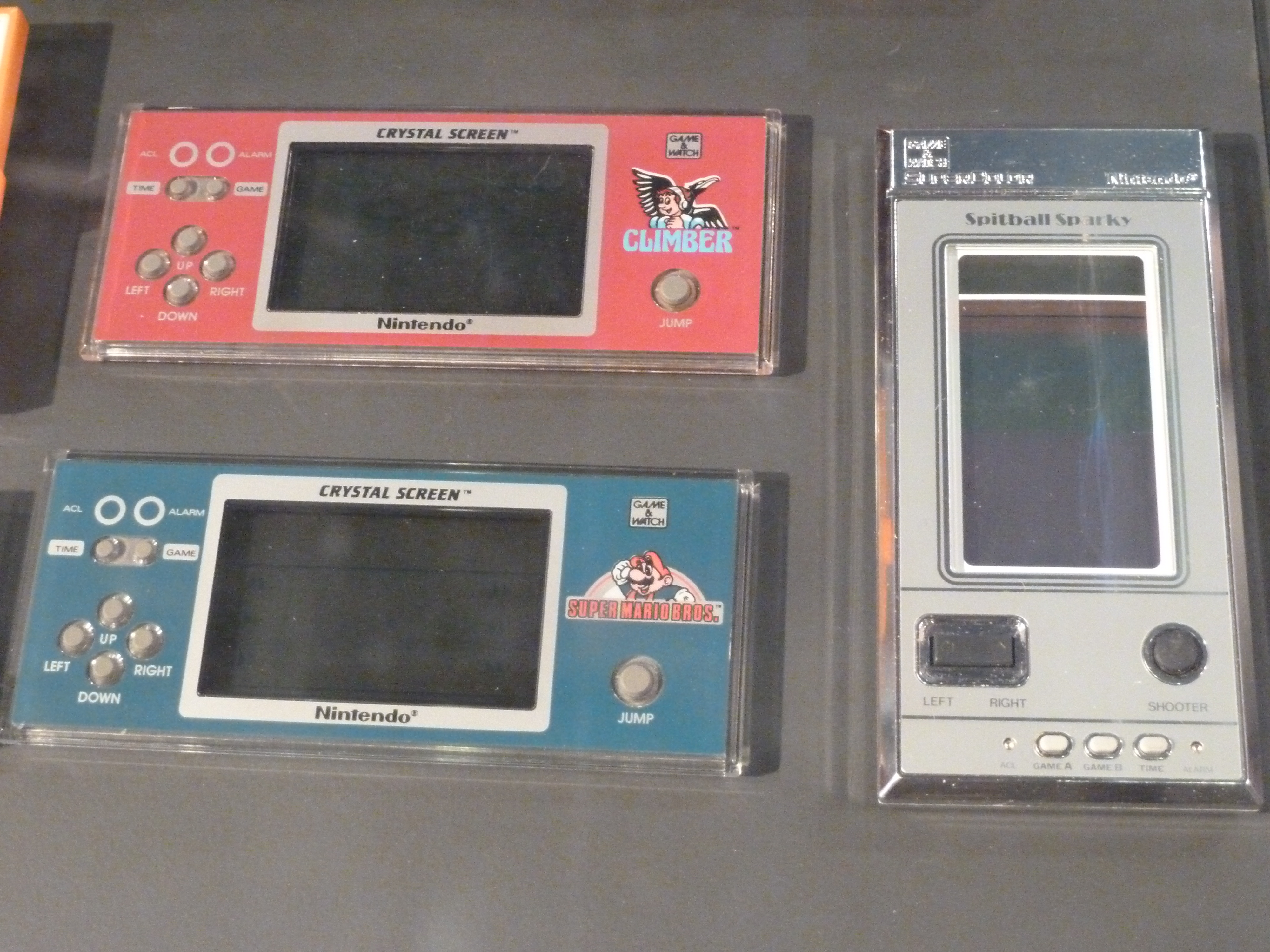
Zwei Game & Watches der Crystal-Screen-Serie (links) und eines der Super-Color-Serie (rechts)
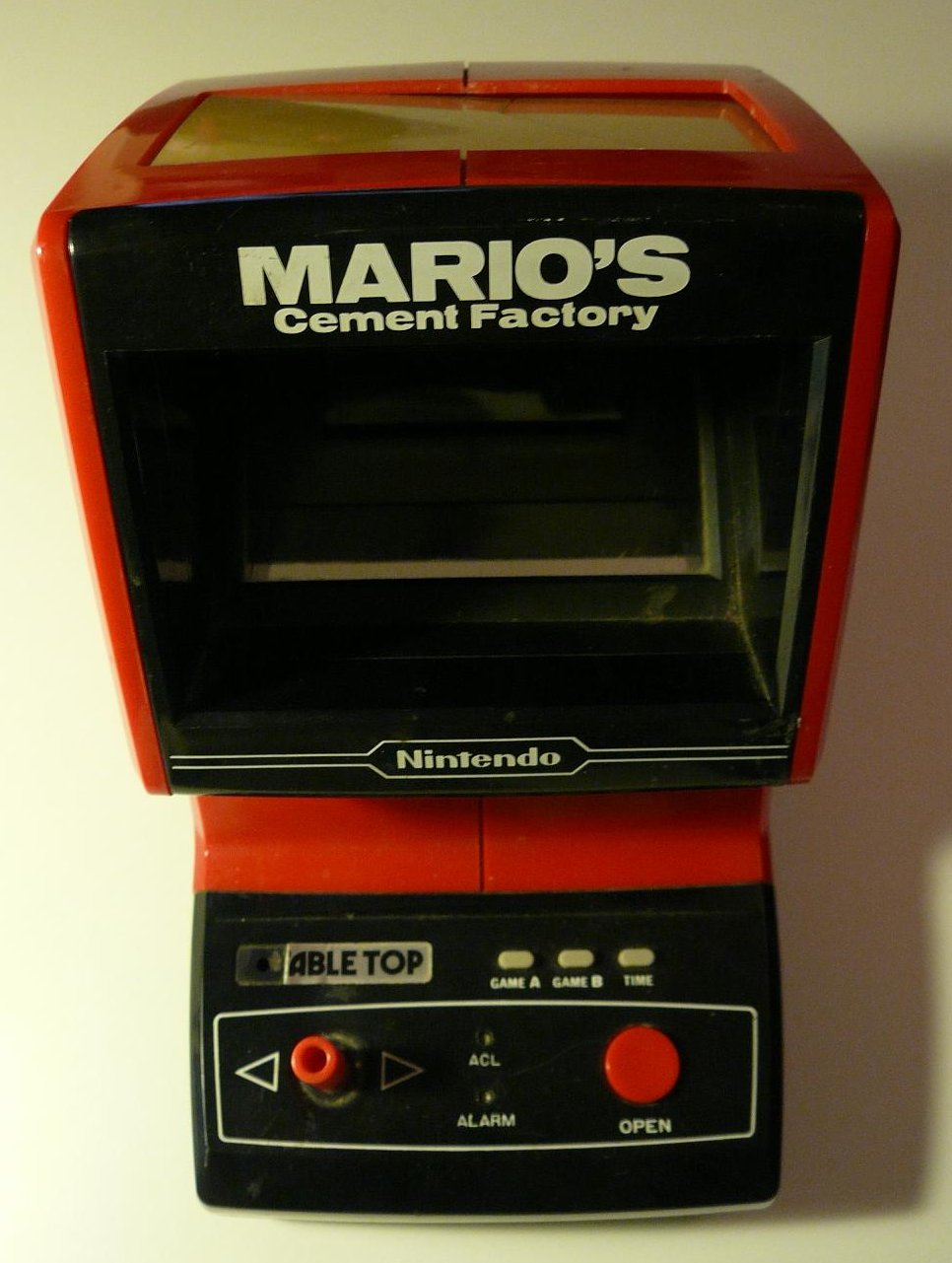
Game & Watch der Tabletop-Serie mit dem Spiel „Mario’s Cement Factory“
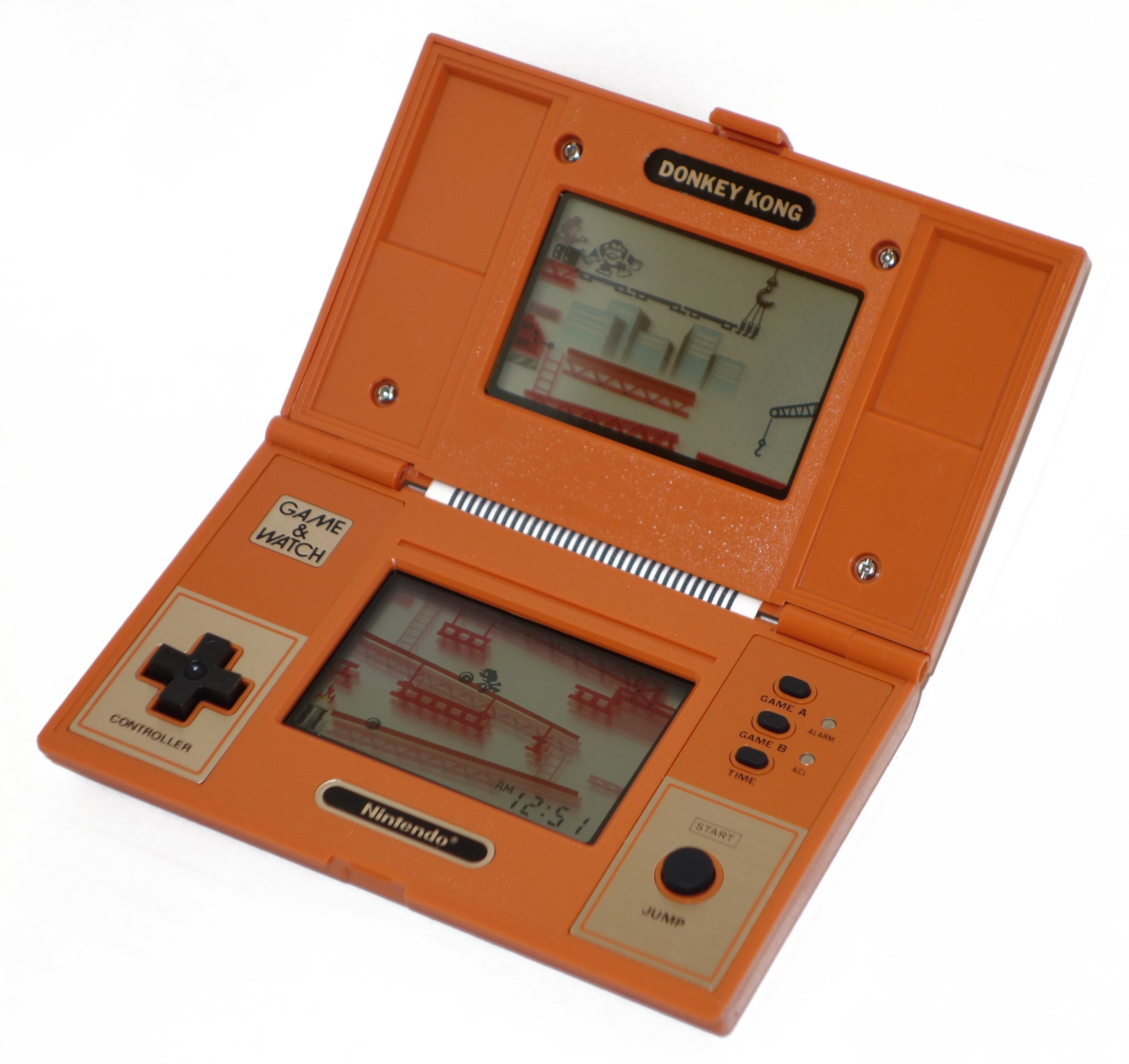
Donkey Kong mit horizontal aufklappbarem Gehäuse und revolutionärem D-Pad (1982)
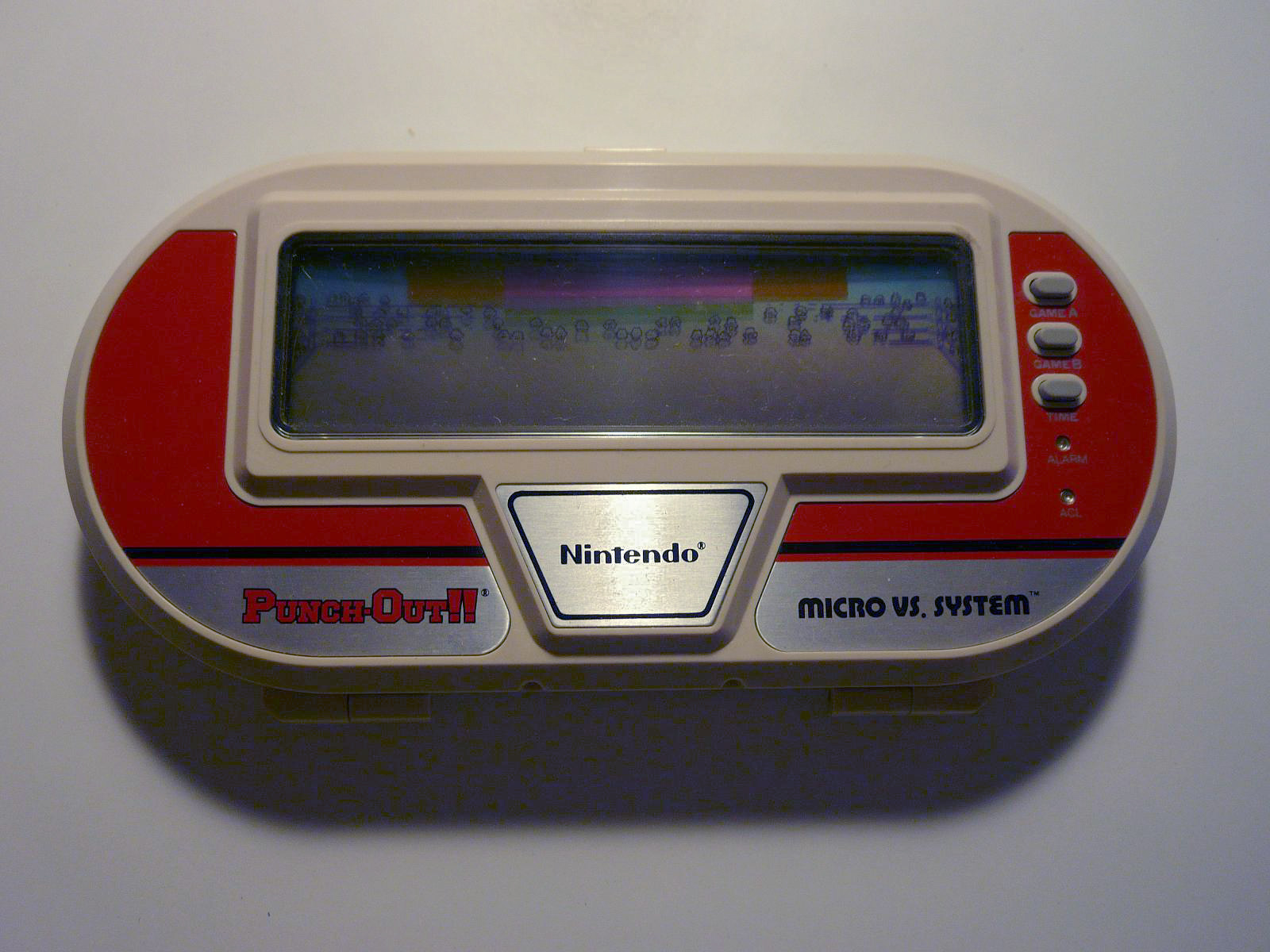
Game & Watch der Micro-vs.-System-Serie mit dem Spiel „Punch Out!!“